# 和谐1型电力机车
和谐1型电力机车（HXD1）是中国铁路的電力機車车型之一，由西门子公司和南车株洲电力机车有限公司联合研制，是在西门子“欧洲短跑手”（EuroSprinter）机车平台上，以ES64F4型电力机车为原型车，结合DJ1型电力机车在大秦铁路的运用经验而开发研制的干线货运用八轴大功率交流传动电力机车，持续功率为9600千瓦，最高运行速度为120公里/小时。

## 发展历史

### 背景
自2003年刘志军出任中华人民共和国铁道部部长后，提出并实施铁路“跨越式发展”，以尽快缩小在铁路机车车辆装备上与国际先进水平的差距。2003年11月，中国铁道部与中国南车、北车集团及其重点企业共同制定了《加快铁路机车车辆装备现代化实施纲要》，并选择了6家机车制造企业作为引进先进技术和自主创新依托的主体。2004年1月，中国国务院常务会议通过了《中长期铁路网规划》；2004年4月，国务院常务会议研究通过的铁路机车车辆装备现代化实施方案明确指出，“加快我国铁路运输装备现代化，要按照引进先进技术、联合设计生产、打造中国品牌的总体要求，力争在较短时间内，使我国机车车辆生产能力达到世界先进水平”。根据国务院确立的上述方针，中国国家发改委与铁道部于2004年7月联合下达了《大功率交流传动电力机车技术引进与国产化实施方案》，正式开始了新型交流传动电力机车的采购过程。
2004年12月初，时任德国总理施罗德开始他就任以来的第六次中国之行，并有一个阵容庞大的商业代表团陪同访华，包括了西门子、大众汽车、德意志银行、戴姆勒-克莱斯勒等著名企业在内的近50名德国商界代表。2004年12月6日，中国国务院总理温家宝在北京人民大会堂与施罗德举行会谈，会谈结束后双方代表签订了关于加强两国中小企业合作的谅解备忘录，以及在铁路、航空、财政、金融和化工等领域开展合作的协议文件。在众多的签约项目中，西门子公司与中国南车集团株洲电力机车厂从中国铁道部获得了一项提供180台双节八轴重载货运交流传动电力机车的订单，总价值约为73.4亿元人民币，其中西门子公司的份额约为3.5亿欧元，而株洲电力机车厂的份额为52.6％，约38.6亿元人民币。

### 研制
根据合同规定，这批机车的研发和设计由位于德国爱尔兰根和慕尼黑的西门子交通集团总部完成，并由株洲电力机车厂在湖南株洲进行生产。这批机车的交付时间将从2006年年中开始，到2007年底全部交付完毕。新机车是在西门子“欧洲短跑手”（EuroSprinter）机车平台上，以ES64F4型电力机车为原型车，结合DJ1型电力机车在大秦铁路的运用经验而开发研制的干线货运用八轴大功率交流传动电力机车。机车由两节完全相同四轴机车连挂而成，采用交—直—交流电传动、水冷IGBT牵引逆变器、变频异步牽引電動機、“SIBAS 32”微机控制系统、列车通信网络，额定功率为9600千瓦，最高运行速度为120公里/小时，并装有“Locotrol”远程重联控制系统，适合于多机分布式重载牵引。机车轴重按25吨设计，可通过卸除车内配重压铁实现轴重23吨的转换。
2005年内，西门子、株洲厂联合体与中国铁道部先后进行了4次设计联络会，确定了机车的技术方案。2006年2月，机车的技术设计方案通过了铁道部的技术审查，开始进入投料生产阶段。机车的生产分为三个阶段，第一阶段首48台机车（0001～0048）为进口散件国内组装阶段，由西门子公司提供散件，株洲厂负责车体、转向架制造和整车组装；第二阶段的22台机车（0049～0070）开始国产化阶段，南车株洲电机公司承担牵引电动机、主变压器的国产化；第三阶段的110台机车（0071～0180）为进一步国产化，西门子公司仅提供牵引逆变器、微机控制系统，株洲厂负责机车整车制造和传动装置的国产化。
经过近两年时间的研制，首台散件进口机车（0001）于2006年11月8日在株洲电力机车有限公司竣工下线，经铁道部批准，新机车被定型为DJ4型，并被命名为“神龙号”。此外，由大同电力机车及法国阿尔斯通合作研发10000千瓦八轴货运电力机车同样被定型为DJ4型，编号为6001起排序。同年12月底，铁道部批准将新型大功率交流传动电力机车系列命名为“和谐型”（即採用與和諧號電力動車組相同名字），西门子和株洲电力机车生产的DJ4型电力机车更名为HXD1型，其中“HX”是“和谐”的汉语拼音首字母缩写、“D”代表电力机车、“1”代表株洲电力机车公司的生产厂商代号，通称为“和谐”电1型电力机车；而阿尔斯通和大同电力机车生产的DJ4型6000系电力机车更名为HXD2型。
2007年2月初，首2台进口散件组装的HXD1型电力机车（0001、0002）被送往中国铁道科学研究院北京环形铁道试验基地，至2007年4月完成了型式试验和综合性能试验。2007年5月，南车株洲电机公司完成了国产化牵引变压器、牵引电动机的制造和试验，并装用于0049号机车。2007年8月，首台装用国产化传动装置的HXD1型0071号电力机车竣工。2008年8月，在中国铁道部和中国铁道科学研究院组织下，选取了2台HXD1型电力机车（0160、0161）赴北京环形铁道进行国产化机车型式试验，铁道部专家组并分别对HXD1型机车车体、转向架和传动装置的技术转让进行了评审并验收通过。

### 运用

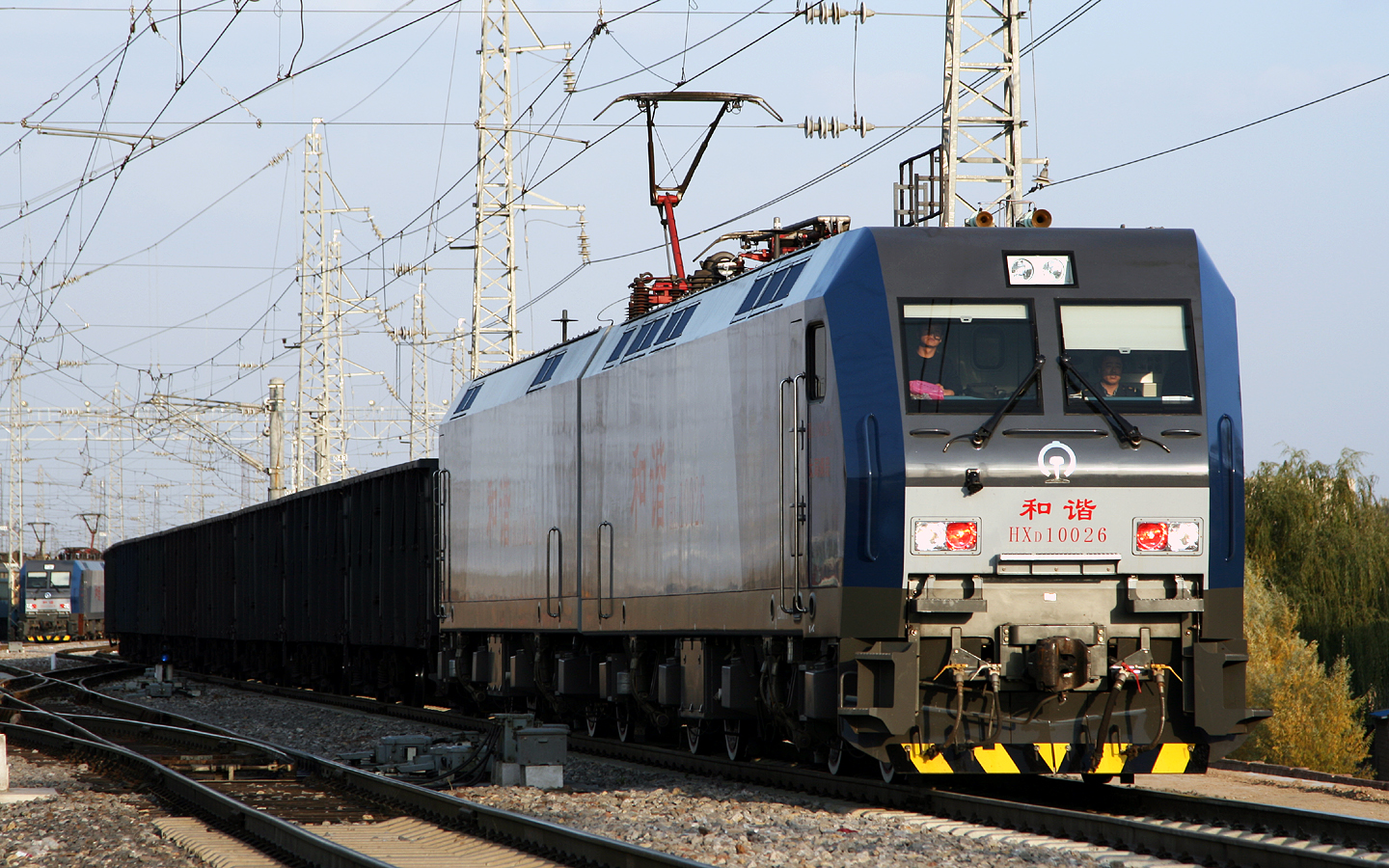
HXD1型机车牵引万吨货列在大秦铁路

2007年5月，首批4台HXD1型电力机车（0003～0006）交付太原铁路局湖东机务段，投入大秦铁路试验运用。在HXD1型机车投入使用以前，大秦线2万吨煤炭组合列车使用4台韶山4型电力机车牵引，采用“1+2+1”的方式运行，4台机车采用基于GSM-R的“Locotrol”机车同步操控系统实现同步操纵。HXD1、HXD2型大功率交流传动电力机车投入到大秦线作为2万吨重载列车的牵引动力后，只需2台就可以满足一列2万吨组合列车的牵引要求，采用“1+1”的方式运行。为了验证HXD1、HXD2型机车在大秦线牵引2万吨组合列车的运行安全性，中国铁道部于2007年5月至7月间在大秦线进行了和谐型大功率电力机车加可控列尾装置方式牵引2万吨重载组合列车的运行试验。2007年7月底起，HXD1型电力机车正式开始担当大秦线2万吨组合列车的牵引任务，逐步替代了原来的韶山4型电力机车。
2008年6月，铁道部向南车株洲电力机车有限公司追加了第二笔40台HXD1型电力机车（0181～0220）的订单；至2008年9月底，首笔订单中的180台HXD1型电力机车已经全部交付使用，此后仍按铁道部要求继续生产第二批40台机车。2008年11月，铁道部要求暂缓执行原有合同，取消了原定向株洲电力机车有限公司采购40台HXD1型电力机车的计划；株洲电力机车有限公司并于2008年12月5日起暂停机车生产，经过短暂生产空档后，株洲电力机车有限公司于2009年初恢复机车生产。2009年11月，中国铁道部委托中国技术进出口总公司与株洲电力机车有限公司签署了40台HXD1型电力机车的采购合同，合同总金额约11亿元人民币。

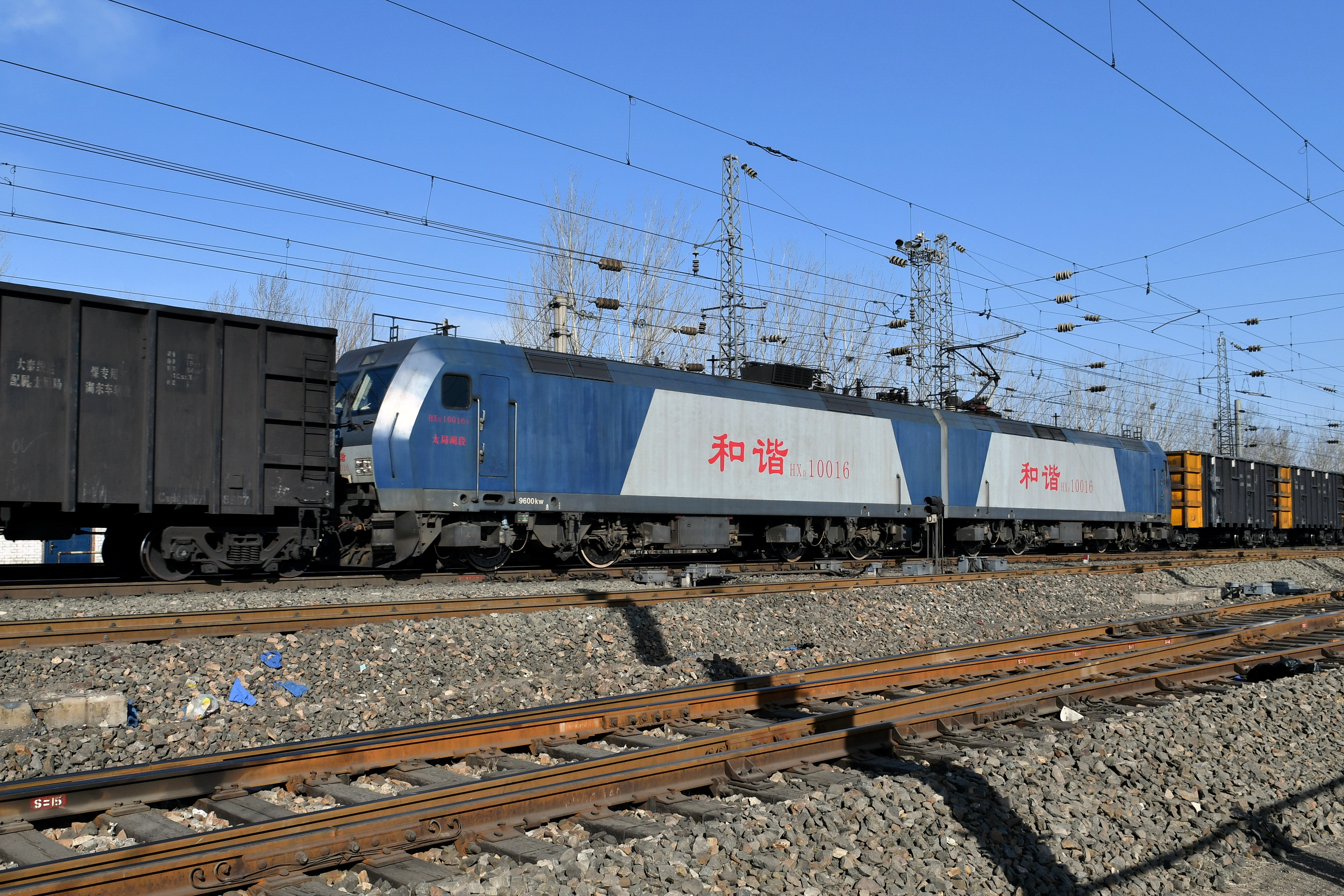
担当大秦线上行重载组合列车牵引任务的HXD1型电力机车

HXD1、HXD2型电力机车投入大秦线运用初期，由于不同机型的控制系统不同，每一列2万吨组合列车只能由两台同一种型号的机车进行牵引，对列车编组造成较大的局限性。为了提高大秦线的机车运用灵活性和运输效率，太原铁路局其后对HXD1、HXD2型机车进行了互联互通模式的改进，实现多种机型混合牵引，方便行车调度指挥。2009年10月，HXD1、HXD2型机车混合牵引的2万吨和1.5万吨组合列车试验成功；2010年1月，两种机型混合牵引的2万吨组合列车在大秦线开行。2009年5月，京包铁路大同至包头区段完成电气化改造工程，湖东机务段HXD1、HXD2型电力机车交路也延伸至包头，单机担当包头西至湖东间的1万吨、5000吨煤炭列车的牵引任务，由太原铁路局、呼和浩特铁路局机车乘务员实行跨局轮乘，其中万吨级组合列车在呼和浩特西至集宁南间需要加挂一台包头西机务段的韶山4型电力机车作为补机。

### 改进

#### 深度国产化机车

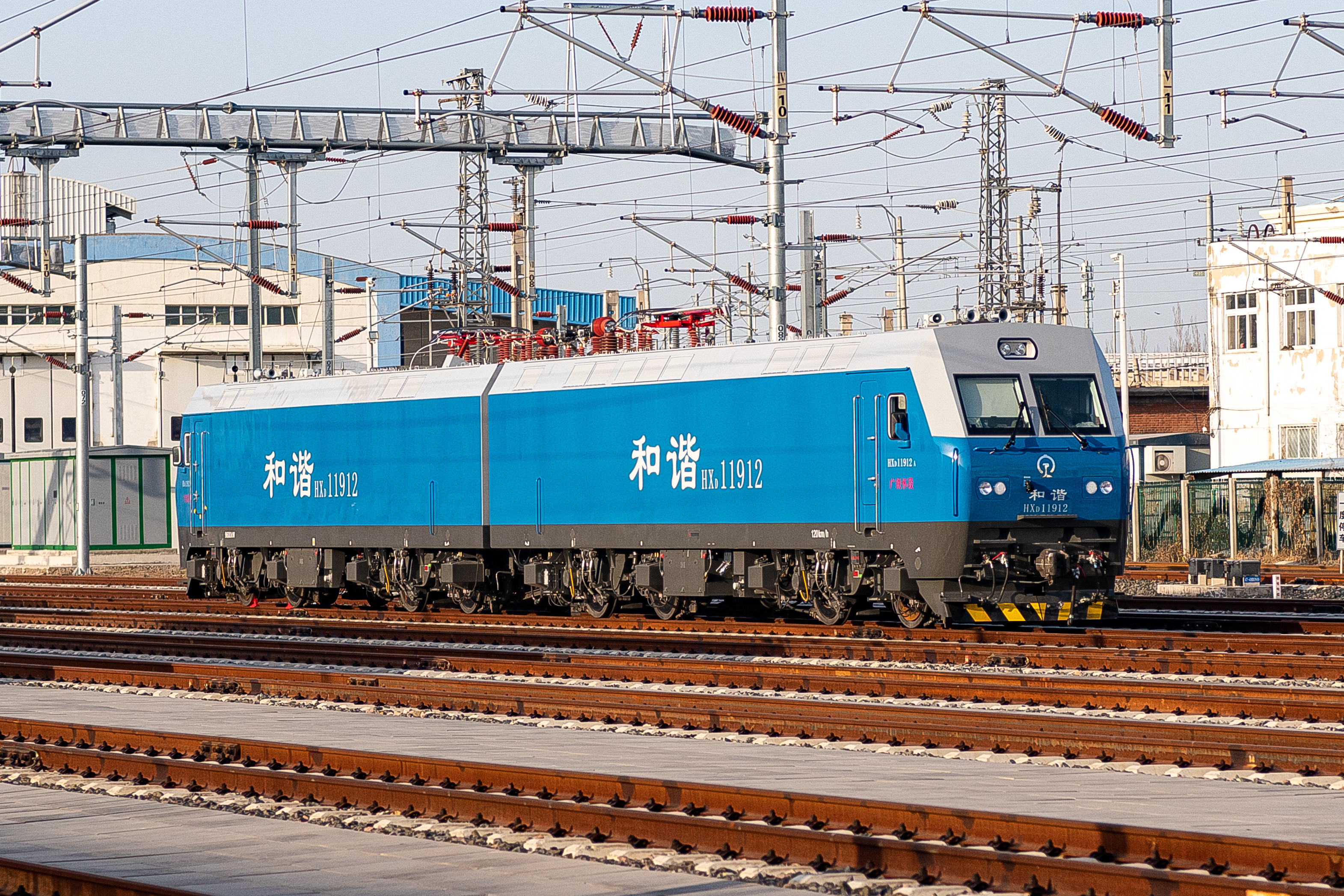
配属怀化机务段的HXD1-1912停放在铁科院东郊分院

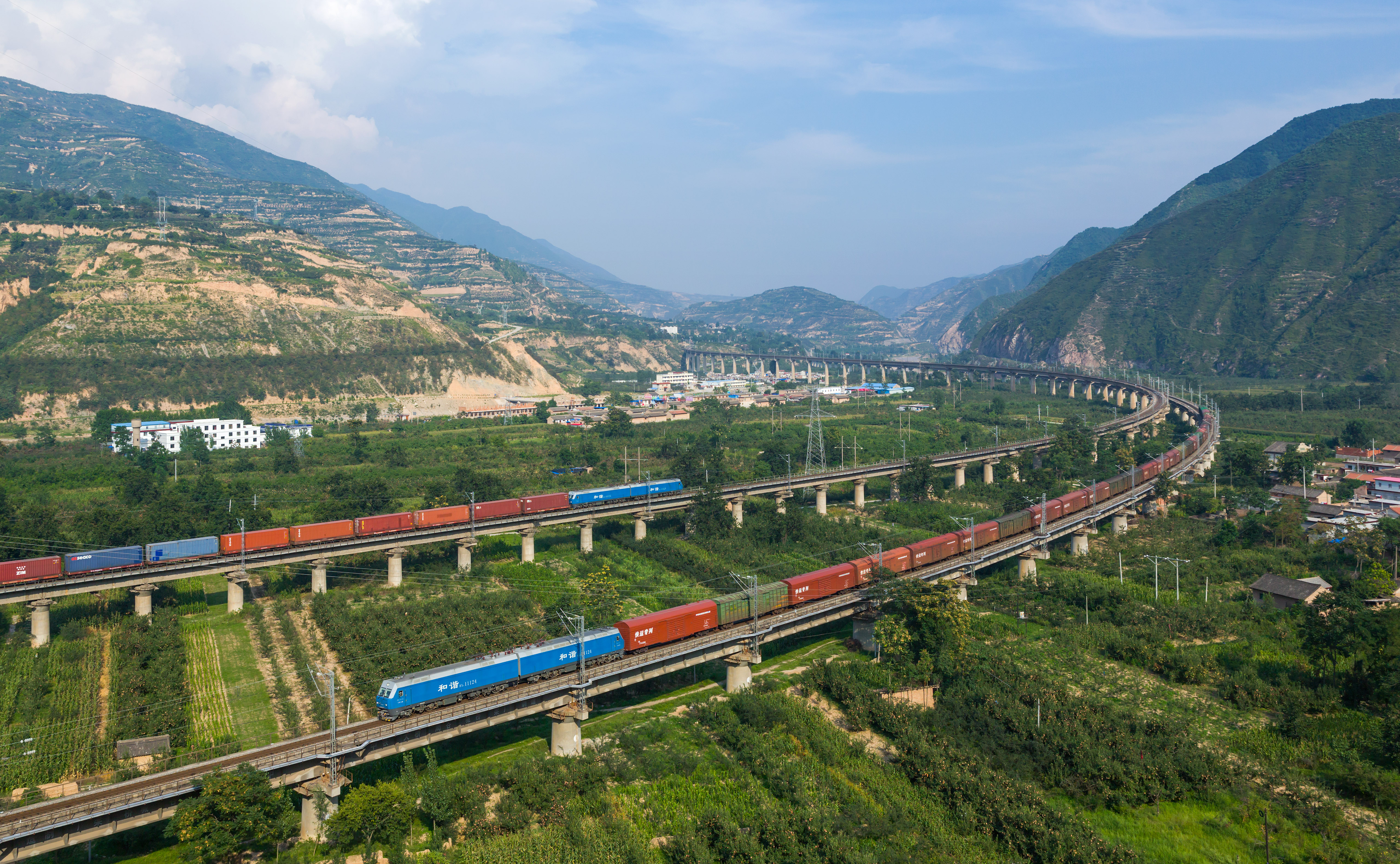
两列由HXD1牵引的货物列车通过陇海线元龙段

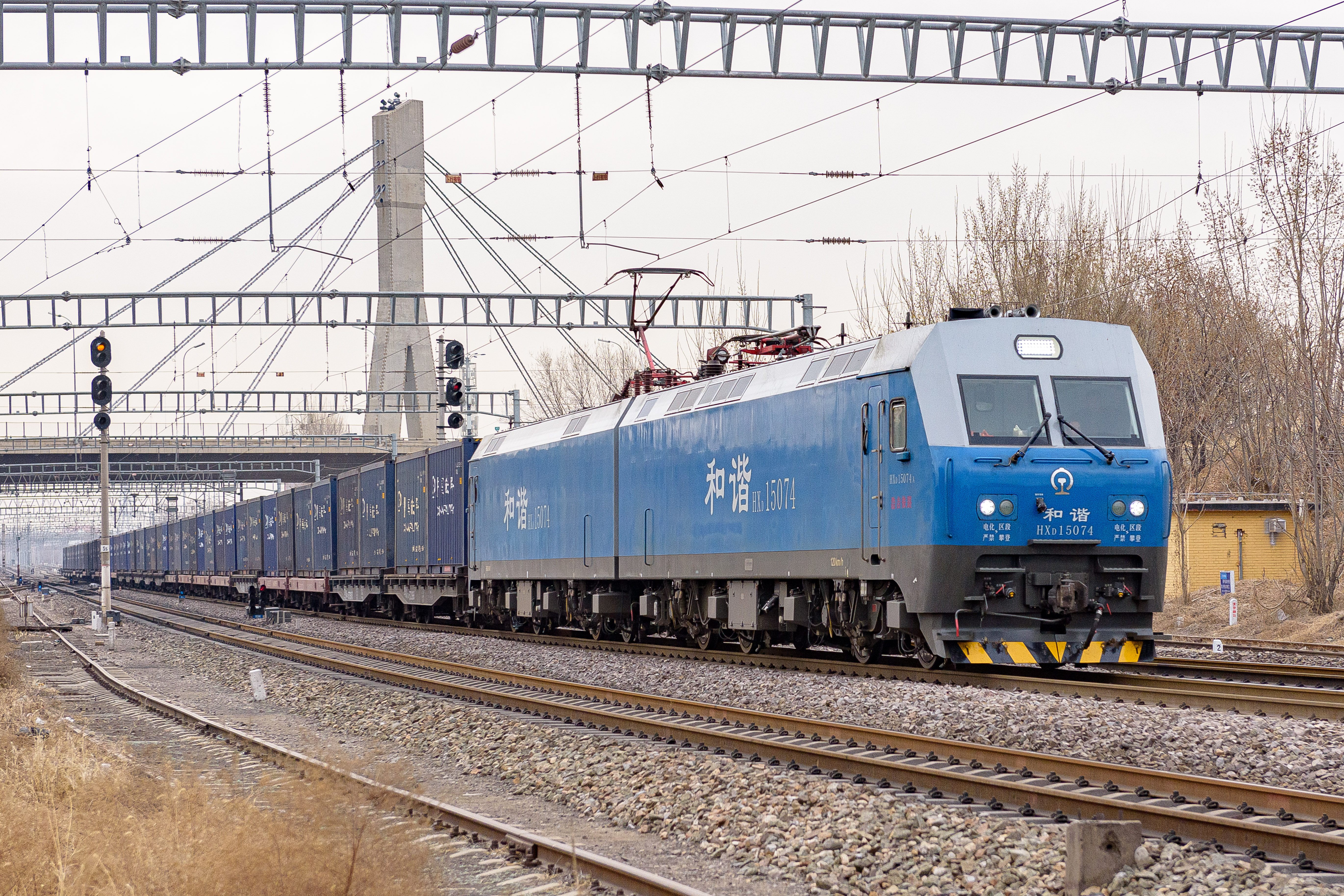
配属浩吉铁路公司的HXD1-5074牵引货物列车通过石景山南站

根据铁道部的要求，株洲电力机车有限公司在首批HXD1型电力机车基础上，研制了“深度国产化”的HXD1型电力机车，机车编号由1001起排序，机车采用南车株洲电力机车研究所、株洲南车时代电气自主开发的牵引逆变器和微机控制系统，替代了原来使用的西门子公司产品，有效降低了机车生产成本；司机室外观也有所改变。首台深度国产化机车（1001）于2012年3月在株洲下线，同年4月到达北京环形铁道试验基地进行各项试验，同年6月1日，机车完成环铁试验，顺利通过了特性试验、温升试验、自动过分相等试验项目。2012年6月16日，HXD1型1001、1002号机车到达武汉铁路局江岸机务段，开始投入正线运行试验。2012年7月12日起，1001、1002号机车在京广线武汉北（武昌南）至株洲北间进行运用考核，担当行包列车的牵引任务。2012年12月底，南车资阳机车有限公司按照南车株机公司提供的图纸，试制了深度国产化HXD1型电力机车，机车编号由6001起排序，并赴北京环形铁道进行试验。自2013年1月18日起，深度国产化HXD1型电力机车在襄渝铁路上正式投入运用，担当襄阳北至达州间货物列车牵引任务，牵引定数为4500吨，首批50台机车（1001～1050）将陆续配属武汉铁路局襄阳机务段。
2019年9月28日，浩吉鐵路通車，HXD1-1886擔當首發列車的本務機。
此等機車採用全藍色（車窗附近為白色）塗裝，而非進口型HXD1機車的原有塗裝，因此俗稱「藍精靈」。

#### 神华集团（现国家能源集团）机车

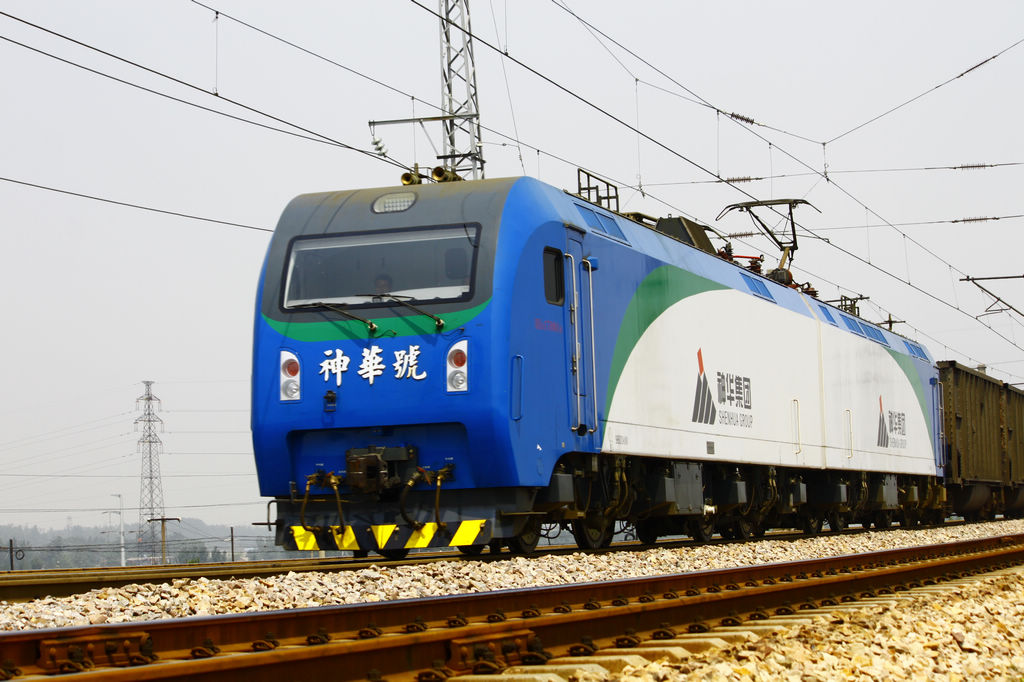
HXD1型7004号神八电力机车

主营煤炭开采、运输的中国国家企业神华集团拥有包神铁路、神朔铁路、朔黄铁路（含黄万铁路）、大准铁路、宁东铁路五条自营煤运铁路，铁路运营里程约1600公里。在刘志军任中国铁道部部长时期，因神华集团所投资的自营铁路并非由中国铁道部控股，刘志军不满神华集团打破了铁路“全路一盘棋”的局面，因此神华集团在机车车辆采购上一直受到来自铁道部的种种限制，引进大功率交流传动电力机车的计划迟迟未能实现，而仅被批准采购韶山4B型直流传动电力机车。2011年初，盛光祖接替被免职的刘志军出任铁道部部长后，拟加快转换铁路经营机制，开始将设备采购、招投标的权力下放给了企业。随着神华集团与铁道部之间的沟通获得改善，神华集团开始大力投资铁路业务。2011年9月8日，中国神华能源股份公司与中国南车股份公司在北京签署战略合作框架协议，中国南车集团将开发适合神华集团铁路的机车车辆。株洲电力机车有限公司将与神华集团合作，在深度国产化的HXD1型电力机车基础上研制2种大功率交流传动电力机车，分别为9600千瓦的双节八轴电力机车（机车编号由7001起排序）、14400千瓦的三节十二轴电力机车（俗稱「三節棍」），机车采用国产牵引逆变器、微机控制系统和DK-2型制动系统（部分機車後來改用DK-3制動系統）；車頭則較其他和諧1型機車為圓潤，當中部分車輛採用一塊過的車窗，類似ER20型柴油機車；車頭裝有繁體「神華號」字樣。2013年1月15日，神华八轴大功率交流电力机车在朔黄铁路上线投入试运行。同年2月4日，神华集团订购的八台“神华号”八轴交流电力机车全部投入使用。
2020年6月27日，首輛六機固定重聯的24軸版本「神華號」機車以甲種輸送方式交付，並於7月29日在株洲市中车株机公司舉行下線儀式。机车以六节二十四轴重联而成，因此也被称作“神华六节棍”。机车以28800kW的功率和2280kN的牵引力成為世界牽引功率最大的電力機車，打破了之前株机公司自己创造的记录。相比于以往的两节八轴三重连，六节二十四轴机车可以节省三分之二的乘务人员。。

#### 陝煤集團機車
繼神華集團後，陝煤集團轄下「陕西铁路物流集团」亦訂購了特製版本的HXD1機車，於旗下靖神鐵路牽引運煤列車。該等機車全部冠名為「陝煤號」。

## 技术特点

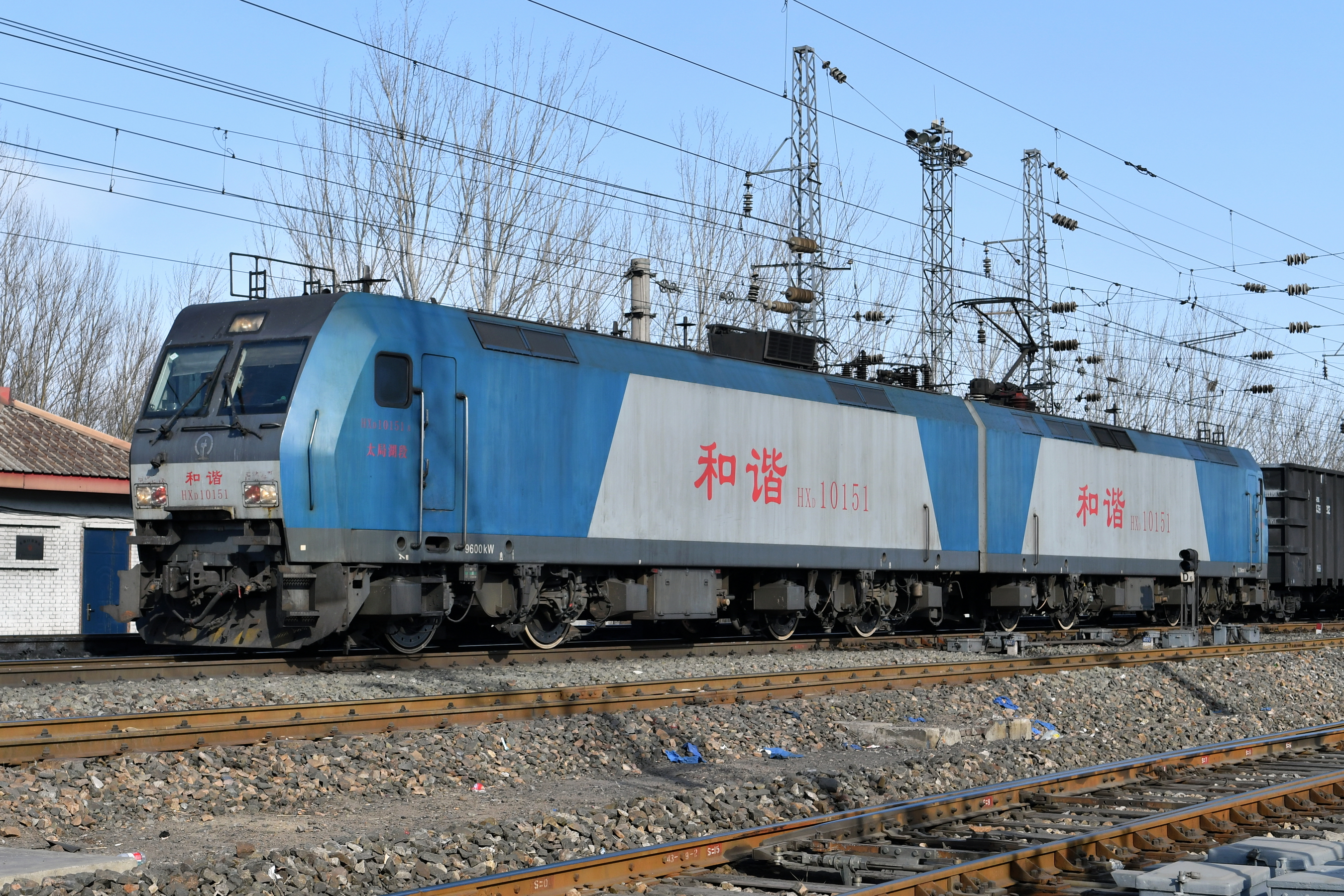
配属湖东机务段的和谐1型电力机车第0151号牵引列车通过大秦铁路茶坞车站

### 总体布置
HXD1型电力机车是双节重联的八轴大功率干线货运用电力机车，由两节完全相同的单端司机室四轴机车通过内重联环节连挂成八轴机车，成为一完整系统。司机可在任何一端司机室对两节机车进行控制，两节机车之间并设有中间走廊连通，车顶设有25千伏高压连接线。机车车体采用全钢框架结构的中央梁承载方式，司机室呈微流线型外形。车内设备采用模块化结构、两侧屏柜化布置，并设中间贯通走廊。每节机车后部车顶设有一台由株洲九方电器设备有限公司制造的TSG15型单臂式受电弓，其技术由西门子旗下的MWW公司提供；其他车顶外置设备包括真空断路器、接地开关、避雷器、高压连接器等高压设备。牵引变压器采用卧式悬挂结构，与蓄电池一同吊装于车底中部。机车采用车体独立通风方式，从侧墙上部进风百叶窗吸入冷风，向发热部件冷却后从车底排出，并维持机械间呈微正压，改善机车防尘效果及防寒性能。机车轴式为2×（Bo-Bo），持续功率为9600千瓦；机车标准轴重为23吨，并可以通过增加压铁提高到25吨。

### 电气系统

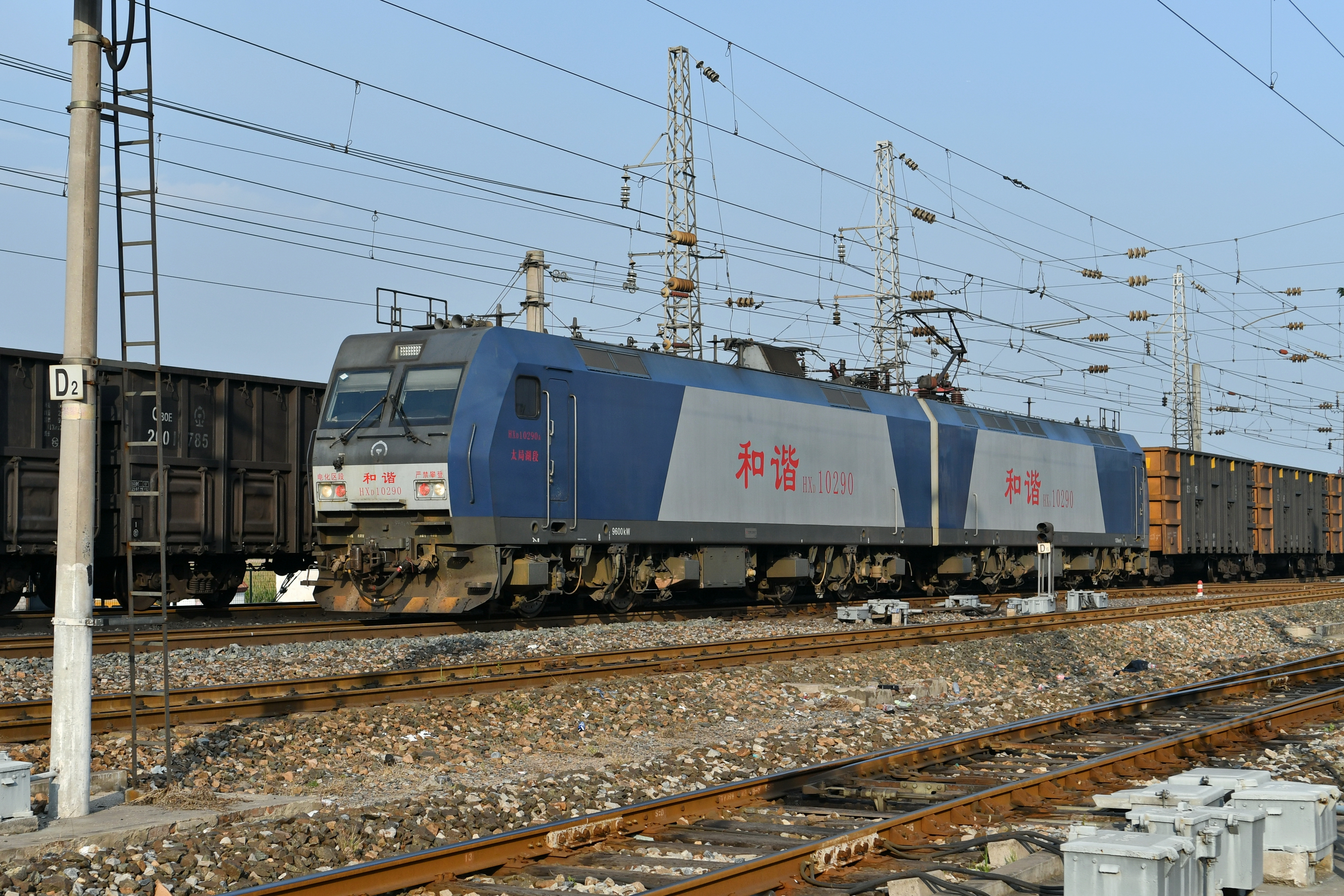
HXD1型0290号电力机车

HXD1型电力机车是交—直—交流电传动的单相工频交流电力机车，每节四轴机车的主电路由主变压器、牵引变流器、牵引电动机三大部分构成。架空接触网导线上的25千伏单相工频交流电电流，经受电弓、主断路器进入机车后再输入主变压器，交流电经过主变压器的4个牵引绕组后，分别向4组四象限脉冲整流器供电并整流为直流电，然后经过两组并联工作、电压为1800伏的中间直流回路，再由2组牵引逆变器转换成三相交流电输出，分别向两台转向架上的四台异步牵引电动机以架控方式供电，使牵引电动机产生转矩，将电能转变为机械能，经过齿轮的传递驱动轮对。
原裝HXD1采用了西门子公司设计的SIBAC 1800-14SP-2ST-01型牵引变流柜，每节机车的一台牵引变流柜采用集成结构，内含两套变流系统，每套包括两个四象限变流器、一个牵引逆变器和一个辅助逆变器，每个辅助逆变器包括一个恒频恒压变流器（CVCF，为牵引电动机通风机和油水冷却塔风机供电）和一个变频变压变流器（VVVF，向水泵、油泵、蓄电池充电机等设备供电）。四象限变流器和牵引逆变器均使用3300V/1200A的SIBAC BB SP-1500WL型IGBT水冷变流模块，每个四象限变流器使用两个变流模块，每个牵引逆变器使用三个变流模块。
HXD1型电力机车采用西门子公司的1TB2624-0TD02型或国产化的JD160型鼠笼式三相异步牵引电动机，额定功率为1224 kW，冷却方式为强迫通风，采用直接转矩控制（DTC）。原裝HXD1和神华号后期型（采用纵横机电制牵引系统）的磁勵音與同屬第三代「歐洲短跑手」機車的ES64U4型電力機車相似，在起動和煞車時會發出類似防空警報的磁勵音；而深度國產化的機車（包括神華号前期型和陕煤型機車）採用中車時代電氣製TGA6C型牵引变流器，磁勵音則較平直。

### 控制系统
HXD1型电力机车装载了西门子公司开发的“SIBAS 32”微机控制系统和列车通信网络（TCN），并安装了“Locotrol”多机牵引无线同步控制系统和克诺尔公司的“CCB II”微机控制电空制动系统。“SIBAS 32”系统采用集散控制模式，由中央控制单元（CCU）、牵引控制单元（TCU）、辅助控制单元（ACU）、液晶显示屏（HMI）和外设智能接口（KLIP）构成，并采用网络控制系统进行数据通信，由绞线列车总线（WTB）和多功能车辆总线（MVB）两级网络构成，使机车控制系统具有控制、监测、传输、故障诊断、显示和存储功能；主逆变器由TCU控制，CCU负责对机车进行全面管理，每节机车内所有电子控制装置、显示器等都通过MVB相连，两节机车之间以及重联机车之间的通讯则通过WTB实现。

### 转向架
每节机车装用两台二轴转向架，其结构与DJ1型电力机车的转向架基本相同。转向架构架采用钢板焊成箱形结构的“H”型构架，轮对轴箱采用拉杆定位。一系悬挂采用螺旋弹簧配垂向油压减震器；二系悬挂为高挠螺旋圆弹簧配垂向、横向油压减振器。牵引力或制动力通过中间低位推挽式斜拉杆牵引装置传递。牵引电动机采用滚动轴承抱轴式半悬挂、单边刚性斜齿传动。基础制动装置为轮盘制动；停放制动装置为蓄能制动。

## 重大事故
- 2009年6月4日清晨，配属呼和浩特铁路局包头西机务段的韶山4型0193号机车，单机运行至京包铁路呼西站至台阁牧站区间（～K663）时，因与侵入限界的施工机具相撞，司机实施紧急制动停车。但由于机车在紧急制动中大量撒砂，导致轨道电路分路不良，防护该闭塞分区的通过信号机仍显示绿灯。后续由太原铁路局湖东机务段HXD1型0095号机车牵引的DG839次货物列车，按机车信号和地面信号显示的绿灯运行，进入该闭塞分区，由于制动不及，以41公里/小时的速度与韶山4型0193号单机追尾相撞[26]。事故后，HXD1型0095号机车返回株洲厂大修，韶山4型0193号机车报废。
- 2022年4月14日12时58分，大秦铁路翠屏山站6道的一列编组96列的货运列车突然开始向后溜逸。13时03分，与后方配属太原铁路局湖东机务段的HXD1型0166号机车牵引的M71043次列车发生碰撞，造成溜逸车辆尾部17节脱线，其中11辆掉入州河桥下、6辆脱轨，HXD1型0166号机车大破，机车B节掉入州河桥下，机车A节及机后2辆车辆脱轨。所幸司机提前收到消息及时跳车，无人员伤亡。事故导致大秦铁路中断行车23小时55分。
- 2024年9月15日2时许，襄渝铁路青花站的一台HXD1型电力机车发生溜逸(车号6082，配属武汉铁路局襄阳机务段)，2时30分溜逸至襄渝铁路上行正线，与区间运行的30132次货运列车(HXD2-1428号机车值乘，配属西安铁路局安康机务段)发生碰撞，事故造成30132次列车机车及1-4位脱轨，两名司机受伤，HXD1-6082号机车小破，HXD2-1428号机车前端报废，后重新补造了事故机车前端。